# Zalabaksa
Zalabaksa è un comune dell'Ungheria di 670 abitanti (dati 2001). È situato nella contea di Zala.